# Yasmin Warsame
Yasmin Abshir Warsame (tiếng Somalia: Yasmiin Abshir Warsame, tiếng Ả Rập: ياسمين ابشير ارسام; sinh ngày 5 tháng 5 năm 1976) là một người mẫu và nhà hoạt động người Canada gốc Somalia. Năm 2004, cô được tạp chí Fashion vinh danh là "Người Canada quyến rũ nhất".

## Tiểu sử
Warsame được sinh ra ở Mogadishu, Somalia năm 1976. Cô ấy là người Hồi giáo. Khi cô mười lăm tuổi, cô chuyển từ Somalia đến Toronto, Ontario, Canada cùng gia đình. Sau đó, cô học ngành tâm lý học và khoa học xã hội tại Seneca College. Yasmin được phát hiện vào năm 1997 bởi các chủ sở hữu / trinh sát người mẫu chuyên nghiệp từ SHOK Model ở Toronto, Cindy LaChapelle và Camille Bailey. LaChapelle và Bailey lần đầu tiên trinh sát Yasmin khi cô đang đi tàu điện ngầm TTC. Quá mất tinh thần, cô đã không liên lạc với họ ngay lập tức. Trớ trêu thay, và khoảng một vài tuần sau, hai người lại gặp Yasmin khi cô đang đi bộ trên Queen Street East gần Đại lộ Spadina. Họ thuyết phục cô đến văn phòng SHOK cho một cuộc họp về việc kinh doanh. Cuộc họp này đã dẫn đến một hợp đồng đã ký với SHOK với tư cách là Cơ quan mẹ của Yasmin. Người mẫu SHOK đã sắp xếp cuộc thử nghiệm đầu tiên của cô với nhiếp ảnh gia Chris Albert ở Toronto. Ngay sau đó, Yasmin đã đặt nhiệm vụ người mẫu đầu tiên của mình với Fiorio Salon cho buổi trình diễn tóc thường niên của ABA (Allied Beauty Association). Yasmin đã thực hiện chương trình khi cô đang trong ba tháng đầu của thai kỳ đầu tiên. Cô tiết lộ mang thai với SHOK Model và xin nghỉ làm người mẫu để có thể tập trung vào trách nhiệm làm mẹ. Năm 2000, Warsame bắt đầu làm người mẫu một lần nữa với việc đặt chỗ cho danh mục Sears. Cô đã ở độ tuổi 20 và năm tháng mang thai với con trai Hamzah khi cô chấp nhận buổi chụp hình này. Mặc dù cô đã làm việc như một người mẫu thời trang ở Canada trong gần hai năm, nhưng vẻ ngoài của Warsame được coi là quá "haute couture" cho bối cảnh địa phương, khiến công việc trở nên khan hiếm. Vì vậy, vào mùa hè năm 2002, cô hướng đến Paris. Bước đột phá của cô đến vào cuối năm đó với một tính năng cho tạp chí Vogue Ý, được chụp bởi Steven Meisel. Năm 2000, Warsame bắt đầu làm người mẫu một lần nữa với Ford Model ở Toronto, với việc đặt chỗ cho danh mục Sears. Vào mùa hè năm 2002, sau khi chuyển sang NEXT Model Canada, cô đã được giới thiệu là người mẫu trang bìa của Tạp chí Lush, được chụp bởi nhiếp ảnh gia thời trang Koby Inc, cô hướng đến Paris. Vào tháng 12 năm 2011, cô đã trở thành người mẫu trang bìa của YYZ Living và sau đó là toàn bộ biên tập năm 2012 từ Flare.

## Sự nghiệp
Warsame đã làm việc cho các cơ quan như SHOK Model (phát hiện Yasmin), NEXT Toronto / Montreal (cơ quan mẹ), NEXT Paris, NEXT London, IMG New York, View Barcelona và Tony Jones Amsterdam. Cô đã được đặc trưng trên trang bìa của áo Vogue Italia và American Vogue, American và British Elle, và Amica và Surface tạp chí. Cô cũng đã làm người mẫu cho cả đường băng couture và quần áo may sẵn cho tất cả mọi người từ Christian Dior đến Jean Paul Gaultier. Ngoài ra, Warsame đã thực hiện các chiến dịch quảng cáo cao cấp cho Valentino couture, Dolce & Gabbana, Escada, Hermès, Shiseido, Chanel, GAP và H&M.
Năm 2007, cô cũng trở thành giám khảo trong Chu kỳ 2 của loạt phim truyền hình thực tế Canada, Next Top Model của Canada.

## Cuộc sống cá nhân
Warsame là, và thỉnh thoảng vẫn là một tình nguyện viên cho Liên minh Thanh niên Somalia ở Canada.
Cô hiện đang sống ở thành phố New York và Toronto, và đã ký hợp đồng với người mẫu IMG.